# Lattimore
Lattimore és una població dels Estats Units a l'estat de Carolina del Nord. Segons el cens del 2000 tenia 419 habitants.

## Demografia
Segons el cens del 2000, Lattimore tenia 419 habitants, 119 habitatges i 79 famílies. La densitat de població era de 161,8 habitants per km².
Dels 119 habitatges en un 31,1% hi vivien nens de menys de 18 anys, en un 53,8% hi vivien parelles casades, en un 7,6% dones solteres, i en un 33,6% no eren unitats familiars. En el 32,8% dels habitatges hi vivien persones soles el 17,6% de les quals corresponia a persones de 65 anys o més que vivien soles. El nombre mitjà de persones vivint en cada habitatge era de 2,38 i el nombre mitjà de persones que vivien en cada família era de 3,05.
Per edats la població es repartia de la següent manera: un 17,9% tenia menys de 18 anys, un 36% entre 18 i 24, un 19,3% entre 25 i 44, un 16,5% de 45 a 60 i un 10,3% 65 anys o més.
L'edat mediana era de 23 anys. Per cada 100 dones de 18 o més anys hi havia 93,3 homes.
La renda mediana per habitatge era de 29.063 $ i la renda mediana per família de 38.500 $. Els homes tenien una renda mediana de 21.875 $ mentre que les dones 17.708 $. La renda per capita de la població era de 12.302 $. Entorn del 10,8% de les famílies i l'11% de la població estaven per davall del llindar de pobresa.

## Poblacions més properes
El següent diagrama mostra les poblacions més properes.